# Arthur Schawlow
Arthur Leonard Schawlow (Mount Vernon, 5 maggio 1921 – Palo Alto, 28 aprile 1999) è stato un fisico statunitense, vincitore, insieme a Nicolaas Bloembergen, del premio Nobel per la fisica nel 1981, per «il loro contributo allo sviluppo della spettroscopia laser». Insieme ai due fu premiato Kai Siegbahn «per il suo contributo allo sviluppo di spettroscopia degli elettroni ad alta risoluzione».